# Platydoris
Platydoris es un género de moluscos nudibranquios de la familia Discodorididae.

## Diversidad
El Registro Mundial de Especies Marinas incluye un total de 19 especies válidas en el género Platydoris:
- Platydoris angustipes Morch, 1863
- Platydoris annulata Dorgan, Valdes & Gosliner, 2002
- Platydoris argo Linnaeus, 1767
- Platydoris cinerobranchiata Dorgan, Valdes & Gosliner, 2002
- Platydoris cruenta Quoy & Gaimard, 1832
- Platydoris dierythros Fahey & Valdés, 2003
- Platydoris ellioti Alder & Hancock, 1864
- Platydoris formosa Alder & Hancock, 1864
- Platydoris galbana Burn, 1958
- Platydoris inframaculata Abraham, 1877
- Platydoris inornata Dorgan, Valdes & Gosliner, 2002
- Platydoris macfarlandi Hanna, 1951
- Platydoris ocellata Dorgan, Valdes & Gosliner, 2002
- Platydoris pulchra Eliot, 1904
- Platydoris rolani  Dorgan, Valdes & Gosliner, 2002
- Platydoris sabulosa Dorgan, Valdes & Gosliner, 2002
- Platydoris sanguinea Bergh, 1905
- Platydoris scabra Cuvier, 1804
- Platydoris striata Kelaart, 1858

Especies cuyo nombre ha dejado de ser aceptado por sinonimia:
- Platydoris dura Pruvot-Fol, 1951: aceptado como Platydoris argo (Linnaeus, 1767)
- Platydoris eurychlamys Bergh, 1877 aceptado como Platydoris scabra (Cuvier, 1804)
- Platydoris immonda Risbec, 1928 aceptado como Doris immonda Risbec, 1928
- Platydoris laminea Risbec, 1928 aceptado como Discodoris laminea (Risbec, 1928)
- Platydoris maculata Bouchet, 1977 : aceptado como Baptodoris cinnabarina Bergh, 1884
- Platydoris noumeae Risbec, 1928 aceptado como Platydoris scabra (Cuvier, 1804)
- Platydoris papillata Eliot, 1903: aceptado como Asteronotus raripilosus  (Abraham, 1877)
- Platydoris peruviana  (d'Orbigny, 1837) : aceptado como Baptodoris peruviana  (d'Orbigny, 1837)
- Platydoris philippi Bergh, 1877: aceptado como Platydoris argo  (Linnaeus, 1767)
- Platydoris punctatella Bergh, 1898: aceptado como Baptodoris peruviana  (d'Orbigny, 1837)
- Platydoris stomascuta Bouchet, 1977: aceptado como Baptodoris stomascuta  (Bouchet, 1977)

## Galería

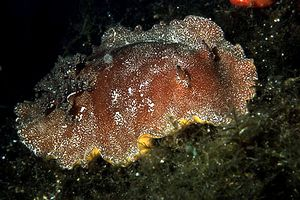
Platydoris argo
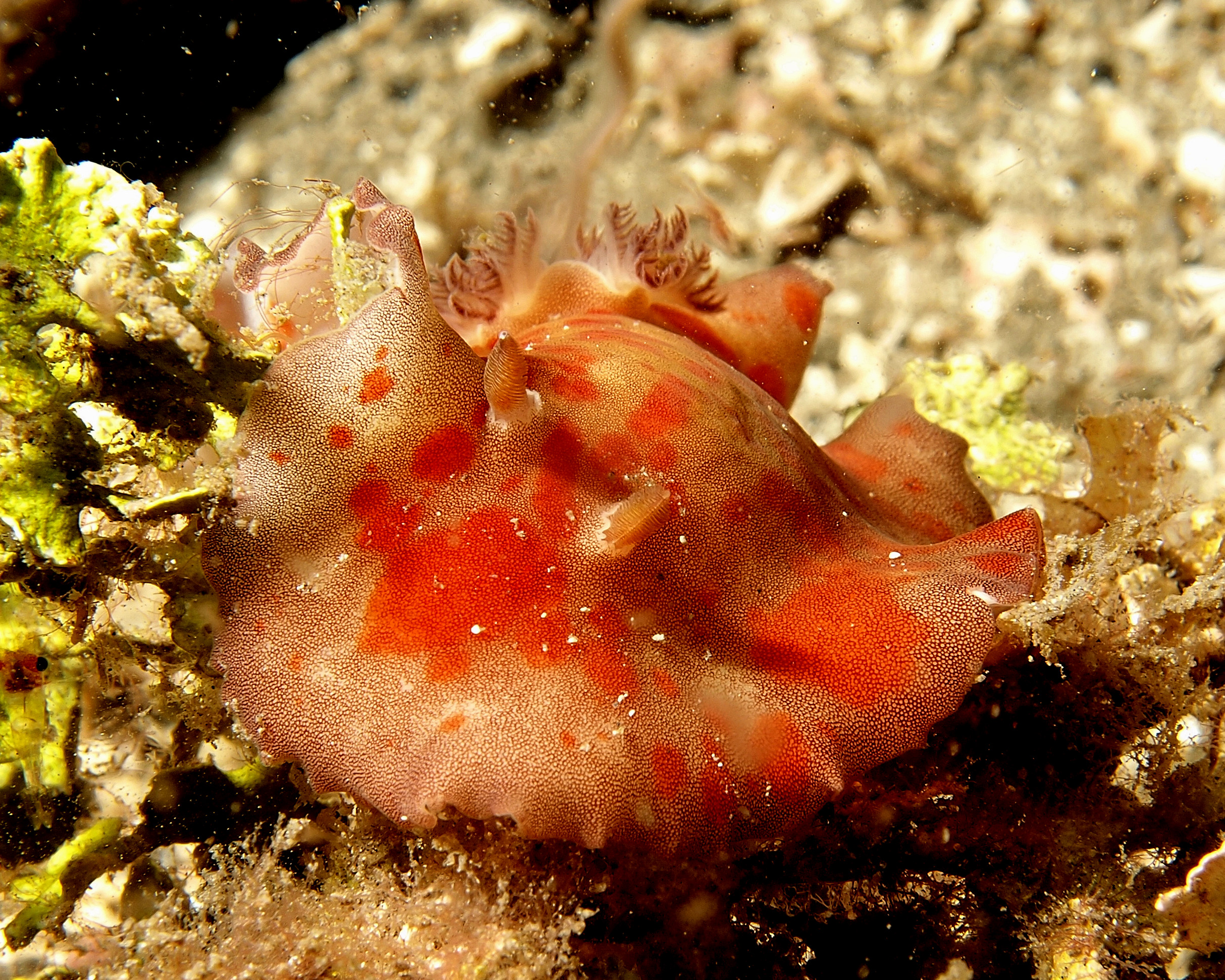
Platydoris cinereobranchiata
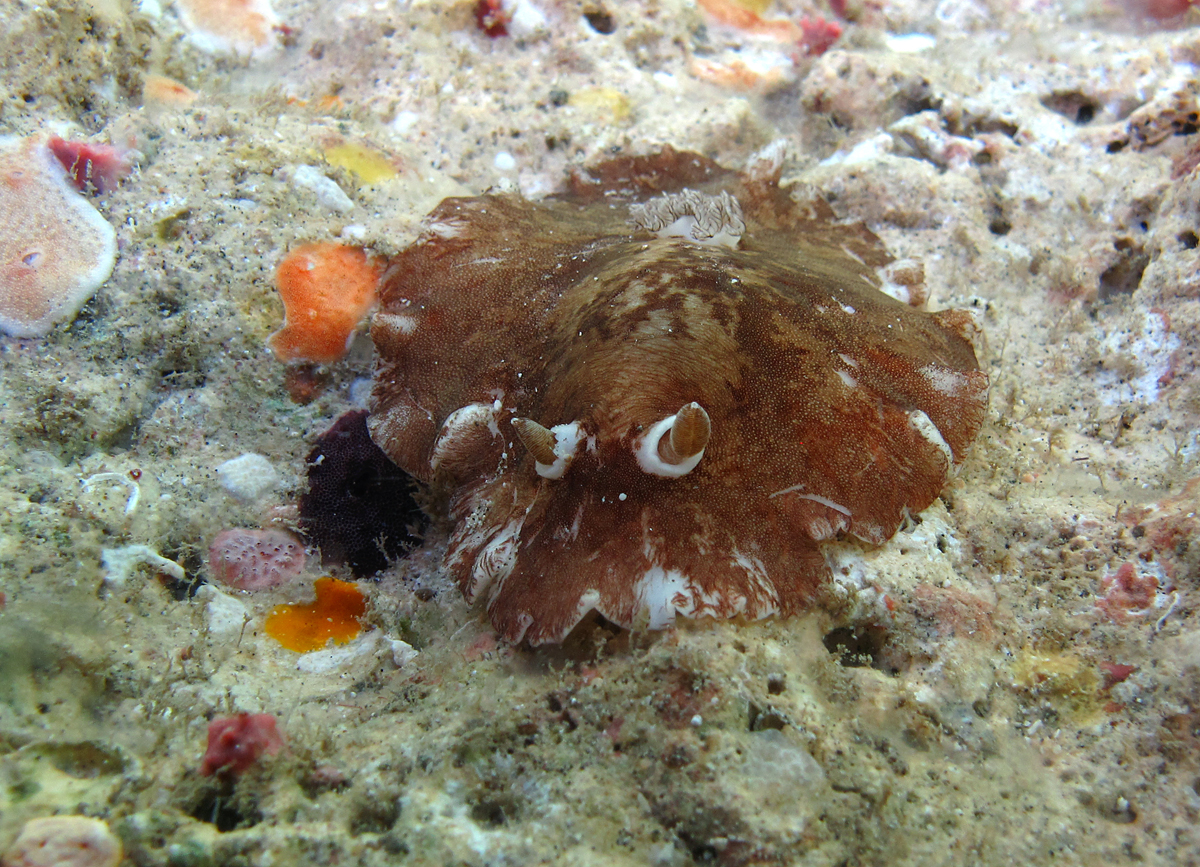
Platydoris cruenta
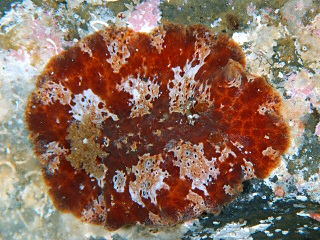
Platydoris ellioti
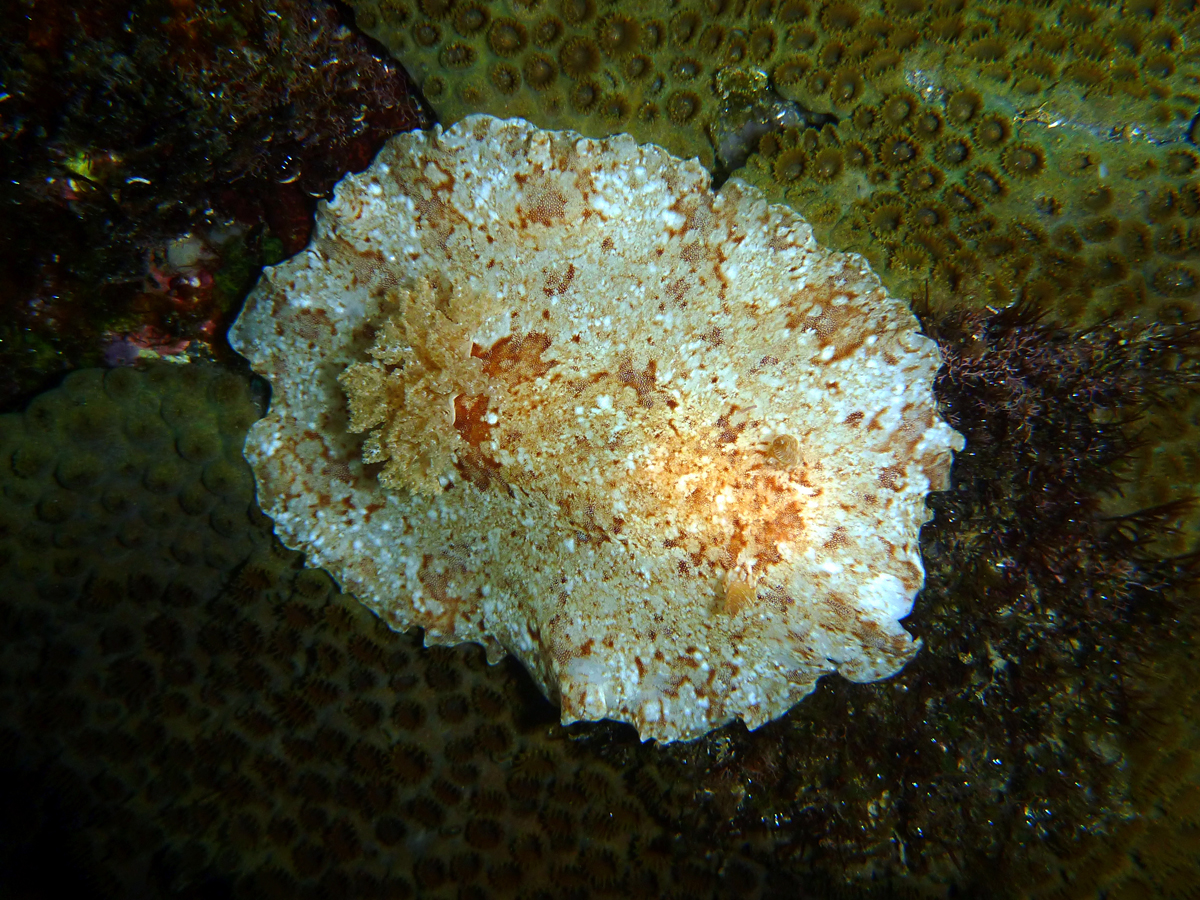
Platydoris inframaculata
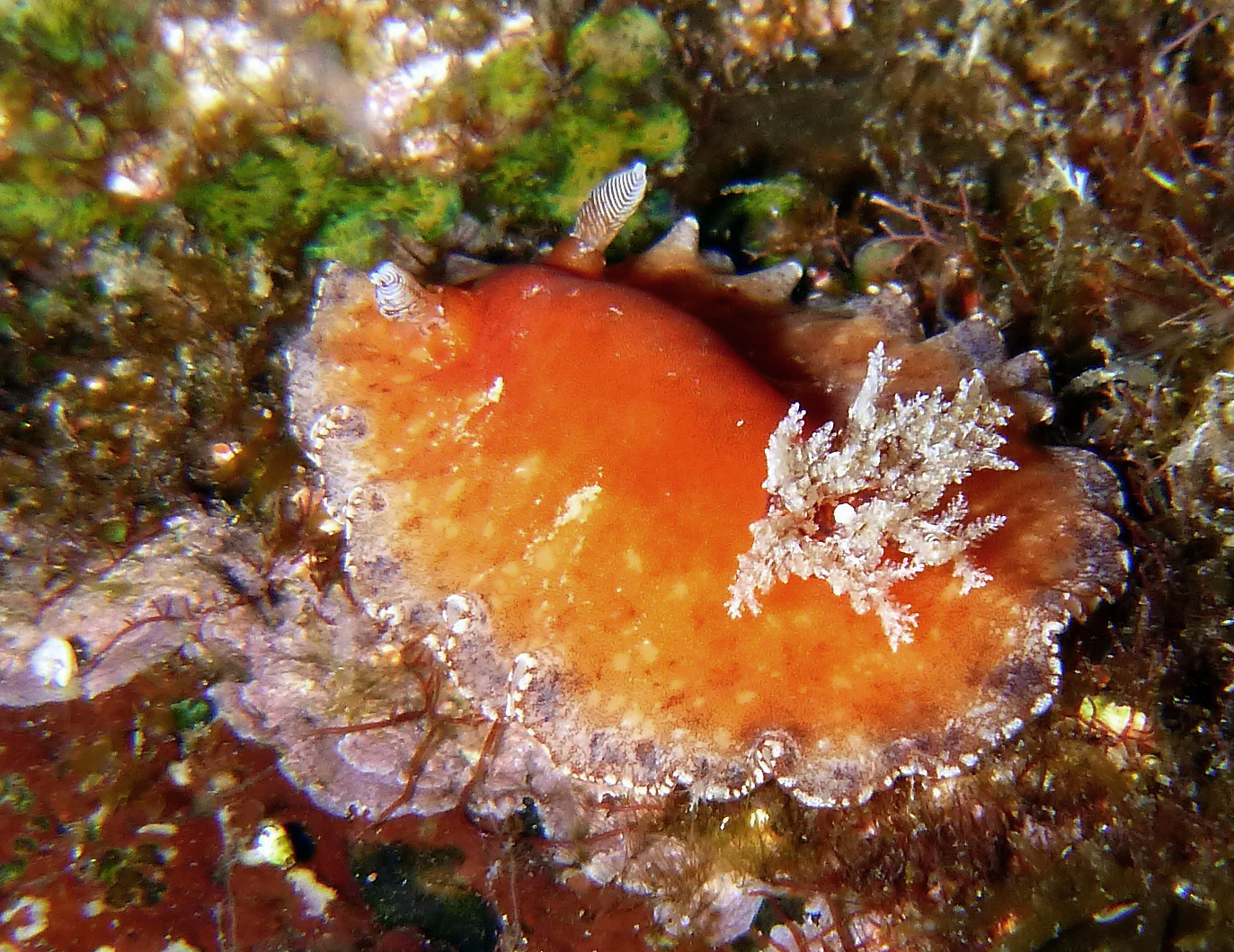
Platydoris pulchra
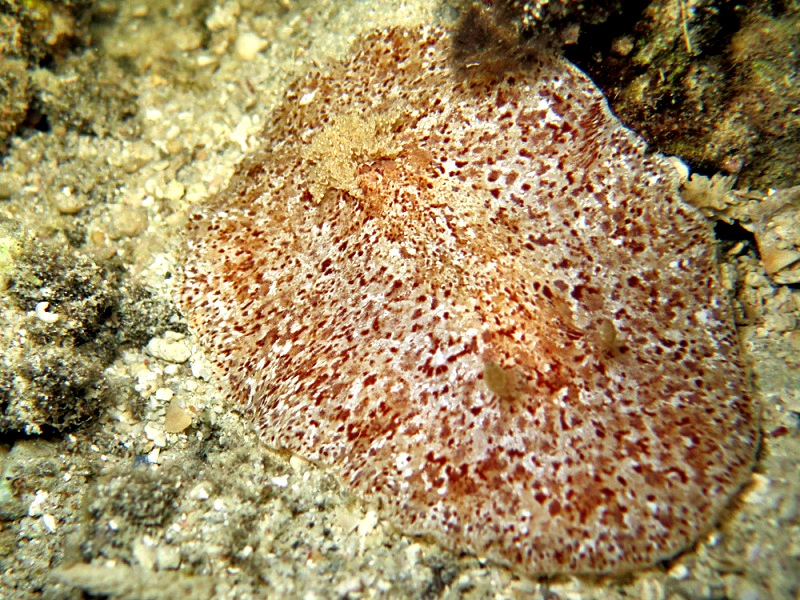
Platydoris sabulosa
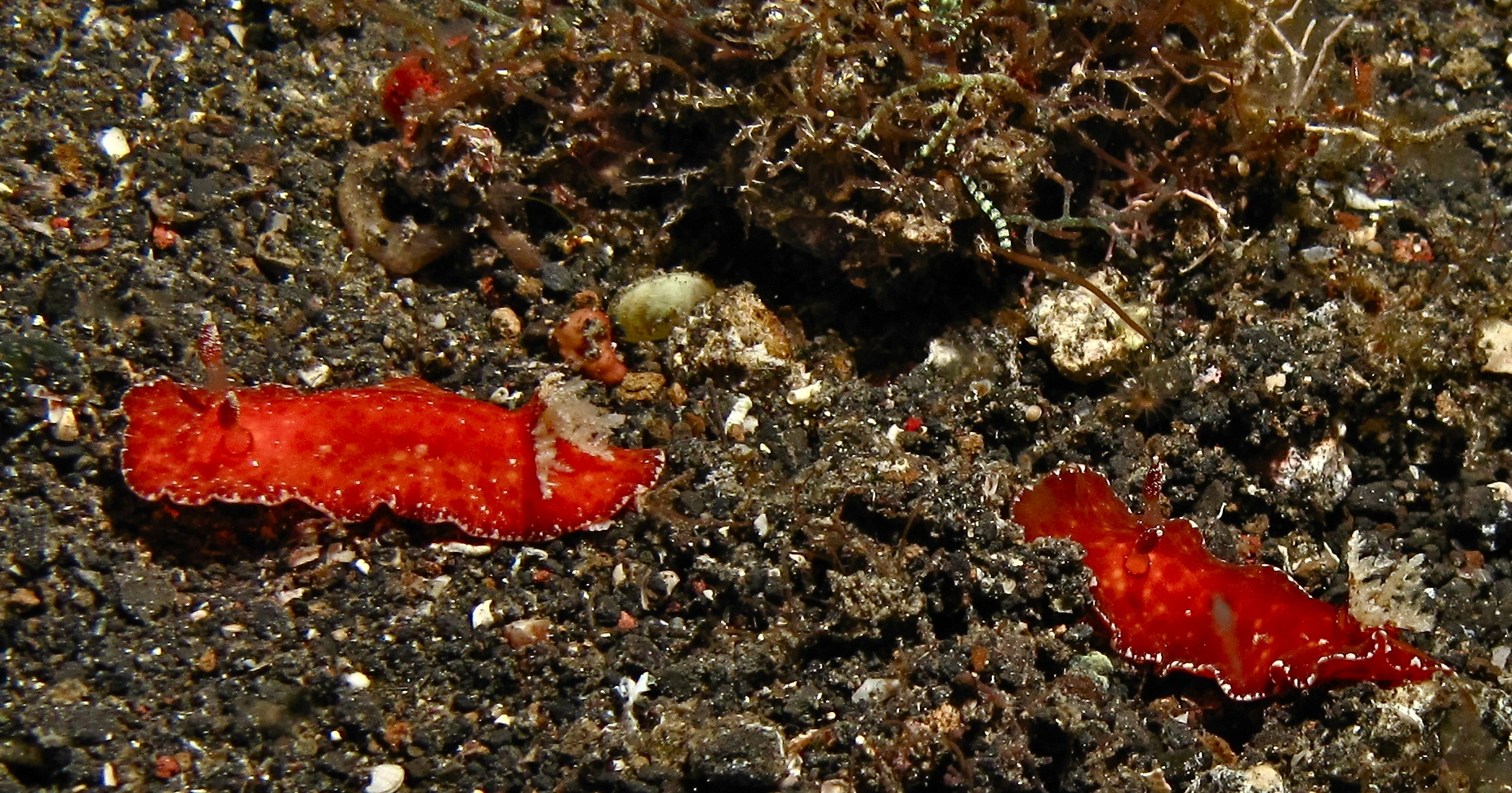
Platydoris sanguinea
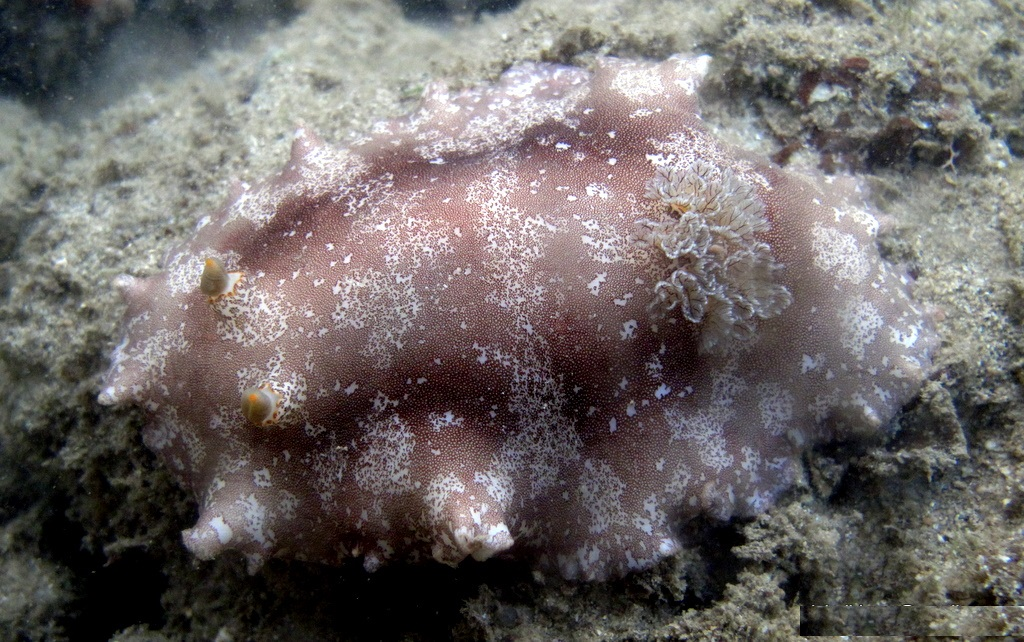
Platydoris scabra
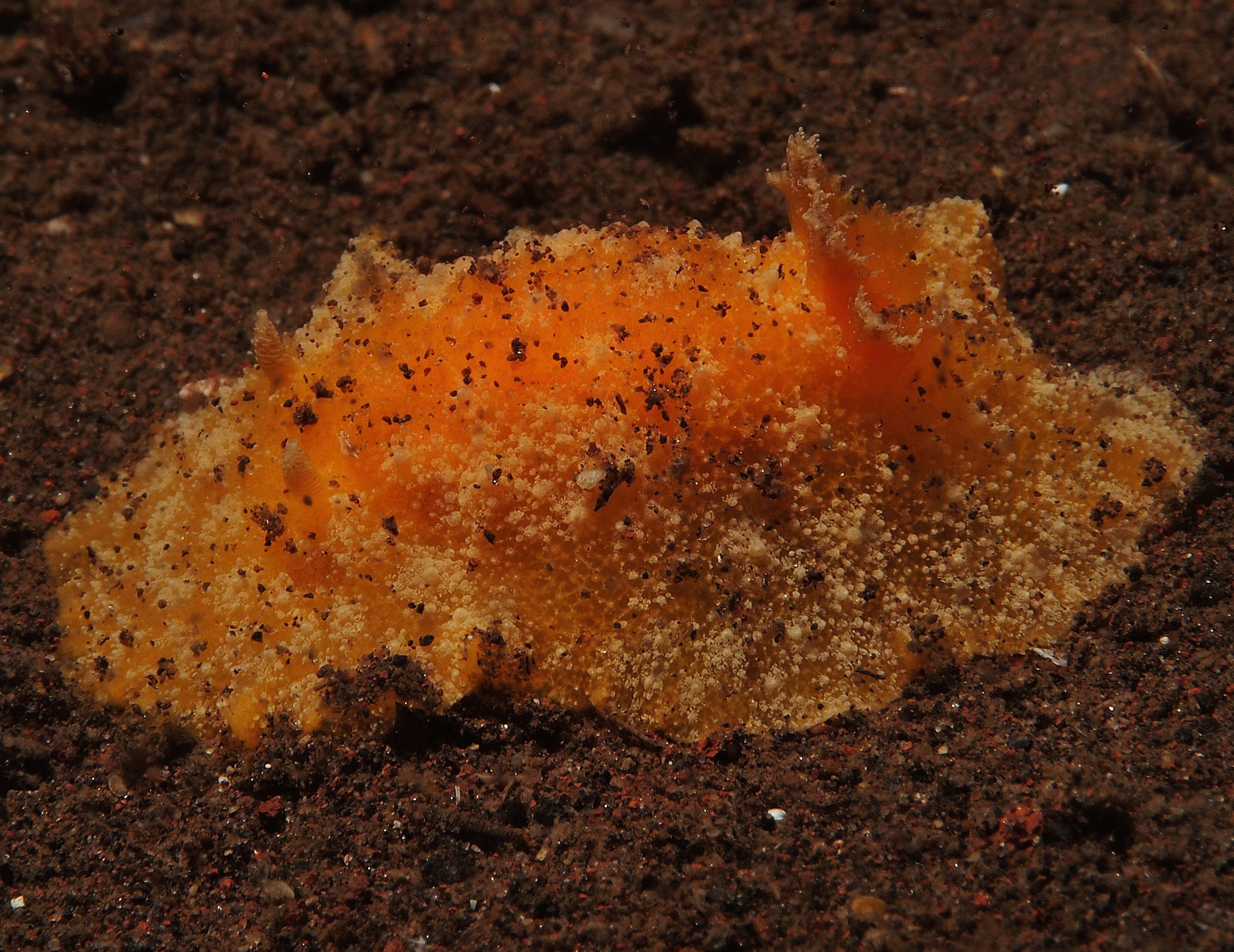
Platydoris sp